# النبطشي (فلم)
النبطشي هو فيلم مصري من إنتاج عام 2014، بطولة محمود عبد المغني ومي كساب ومن تأليف محمد سمير مبروك وإخراج إسماعيل فاروق.

## قصة الفيلم
تدور أحداث الفيلم حول شاب يدعى (سعد) يعمل نبطشي بالأفراح، وهو الشخص الذي يتولى تقديم المغنين والفقرات الاستعراضية على خشبة المسرح في الأفراح الشعبية. يبحث هذا الشاب عن فرصة لتحقيق ذاته وأحلامه، كي يخرج من البيئة التي يعيش فيها هو وأمه ويتزوج ممن يحب، ولكنه يواجه العديد من المشاكل في سبيل تحقيق ذلك ومنها وفاة اخوة بسبب المخدرات .

## طاقم التمثيل
- محمود عبد المغني
- مي كساب
- هالة صدقي
- إدوارد
- رامز أمير
- رانيا ملاح
- هبة عبد الغني
- نسرين إمام
- إيناس كامل
- عمرو رجب
- أحمد بجة

## فريق العمل
- إخراج: إسماعيل فاروق
- تأليف: محمد سمير مبروك
- إنتاج: نيوسينشري للإنتاج الفني
- توزيع: دولار فيلم
- مونتاج: غادة عز الدين
- موسيقى تصويرية: كريم عرفة، أمير جادو
- مدير التصوير: يوسف بارود

## وصلات خارجية
- مقالات تستعمل روابط فنية بلا صلة مع ويكي بيانات